# Gypsy Lore Society

Ruota romani

La Gypsy Lore Society  è un'associazione fondata in Gran Bretagna nel 1888 per unire le persone interessate alla storia e alle tradizioni dei rom e per stabilire contatti più stretti tra gli specialisti che studiano aspetti di tali culture. David MacRitchie fu uno dei suoi fondatori e lavorò con Francis Hindes Groome fino al 1892 per produrre il suo diario trimestrale. Dal 1892, l'organizzazione rimase inattiva fino al 1907, quando MacRitchie divenne il suo presidente.

## Storia

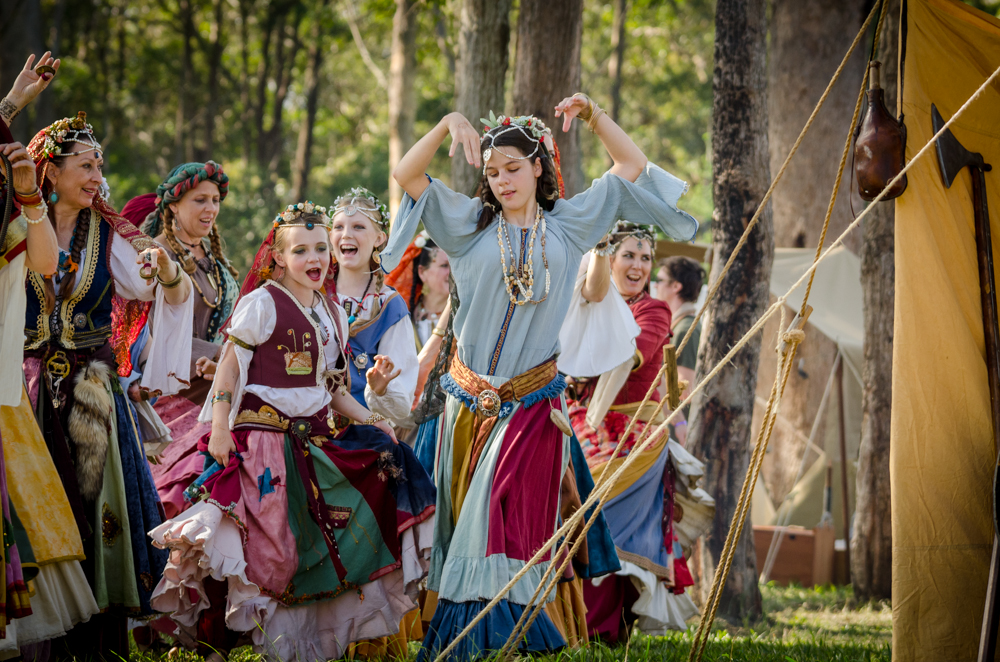
Donne intente in un ballo rom

Un altro tra i primi membro della società fu Sir Richard Burton, che scrisse da Trieste nel 1888: 
(Thomas Wright,1888)
Dal 1989 la società ha sede negli Stati Uniti ed ha come obiettivi dichiarati la promozione dello studio sui rom, sinti e nomadi. Tra le sue pubblicazioni: la rivista Romanì Studies, il Journal of the Gypsy Lore Society e newsletter. La rivista semestrale, Romani Studies si occupa di divulgare informazioni accurate per accrescere la comprensione della cultura romanì nelle sue diverse forme. Il Journal of the Gypsy Lore Society apparve in quattro serie, a partire dal luglio 1888. Gli archivi dell'associazione sono custoditi presso l'Università di Liverpool.
Tra le culture rom rappresentate vi sono quelle tradizionalmente conosciute come rom, sinti, ralé, romanichals, ludari, nomadi irlandesi, nomadi scozzesi e altri.
La società sponsorizza anche programmi e conferenze. Il capitolo nordamericano della Società ha istituito nel 1978 gli archivi destinati a ricercatori e studenti Victor Weybright Archives of Gypsy Studies, specializzati in studi accademici sui rom e argomenti correlati. Questa raccolta è ora ospitata presso l'Università del Michigan.
L'attuale presidente della Gypsy Lore Society è Elena Marushiakova.